# لو شين (لاعب كرة قدم)
لو شين (بالصينية: 罗新) هو لاعب كرة قدم صيني، ولد في 27 يناير 2000 في الصين.